# Гагенмейстер, Владимир Николаевич
Владимир Николаевич Гагенмейстер (настоящие имя и фамилия — Карл-Рихард Гагенмейстер) (30 июня 1887, Выборг — 20 января 1938, Киев) — русский живописец, график, иллюстратор, преподаватель, искусствовед, издатель польского происхождения.

## Биография

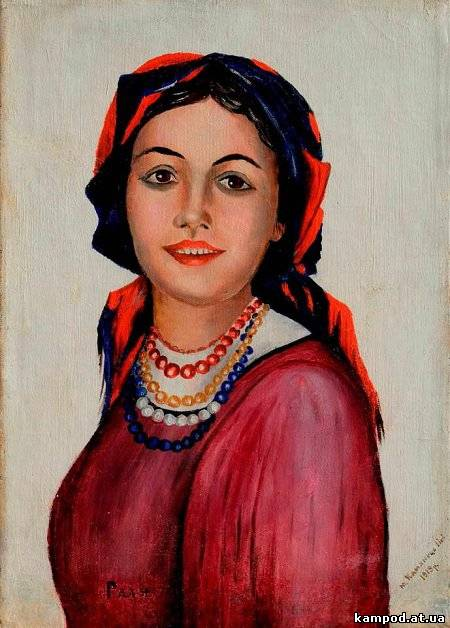
Портрет Галины Кузьменко, жены Нестора Махно. 1919 г.

Из дворян. Родился в семье военного чиновника этнического немца Эдуарда-Яна Гагенмейстера и Анны-Марии, урожд. Томсон (родом из Эстонии). В 1892 году отец перешел в православие, получив имя Николай. Брат отца —  Генрих Тадеуш Гагенмейстер (псевдоним Галицкий; 1861—1921) — актер, режиссер, директор театра.
Обучался в Псковской гимназии, затем перешёл в Сергиевское реальное училище, которое окончил в 1904 году. Продолжил обучение в Петербурге в художественно-промышленном училище барона Александра Штиглица.
Свободно владел польским, немецким, французским и эстонским языками.
В 1913 получил звание художника прикладного искусства и право на командировку за границу. В том же году женился (1-й брак) на художнице Зое Федоровне Соболевой (ум. от туберкулеза).
В 1914 был назначен штатным преподавателем лепки, живописи, геометрического и проекционного чертежа Художественно-промышленной школы Фан-дер-Флита в Пскове. В следующем году Министерство торговли и промышленности направило его на Поволжье, Кавказ и Украину для изучения и сбора материалов и памятников народного искусства. Гагенмейстер начал исследования в музеях Москвы, Петрограда, Киева и Полтавы, продолжил их в селах Подолья и Полтавщины.
В 1916 был направлен в Каменец-Подольский, где он возглавил художественно-ремесленные учебные мастерские. Кроме того, преподавал историю всемирного прикладного искусства, композицию и графику. Выучил украинский язык и преподавал на нем.
В 1921 году в Каменце-Подольском был создан Комитет охраны памятников старины, искусства, природы, членом которого был Владимир Николаевич.
Он исследовал народное искусство и организовал при художественной школе мастерскую литографии (1921—1931). Издательство школы выпустило более ста изданий, которые сейчас являются библиографической редкостью. В 1933 приглашен в Харьковский полиграфический институт преподавать композицию и графику, одновременно возглавил отдел графики Харьковской картинной галереи.
Среди его учеников — Василий Артеменко.
Позже переехал в Киев, где стал во главе экспериментально-художественных мастерских при Музее украинского искусства.
12 декабря 1937 года арестован и обвинён в участии в украинской националистической организации и шпионаже в пользу буржуазной Польши. 20 января 1938 расстрелян.
Пере арестом, чувствуя приближение беды, Владимир Гагенмейстер попросил своего коллегу и приятеля — Ивана Тарасовича Гончара — позаботиться о жене Варваре Ивановне Корецкой (1895, Великие Сорочинцы—1967, Львов) и дочери Ольге. И.Гончар после ареста Гагенмейстера тайно вывез его семью к своей сестре в село Крищинцы близ Тульчина Винницкой области.
Подавляющее большинство произведений В. Гагенмейстера погибло во время фашистской оккупации, поэтому работы художника является большой редкостью.
В 1977 году в ГБУК ЛО «Выборгский объединенный музей-заповедник» дочерью В.Н.Гагенмейстера Ольгой Владимировной Эрн (1927—2010) была передана коллекция материалов о творчестве художника. В 1971 году Ольга Владимировна добилась реабилитации отца.
Правнук — Ярослав Бишкевич, старший научный сотрудник Львовского исторического музея.

## Избранные работы
- серии литографий архитектурных памятников Подолья,
- портреты Устима Кармелюка и Тараса Шевченко,
- альбом «Старый Каменец-Подольский»,
- издания «Стеновые росписи на Подолье», «Гончар Бацуца», «Настенные бумажные украшения Каменеччины», «Крестьянские настенные росписи Каменеччины …», «Гутное стекло», «Графика подольских метрик», «Изразцы: Украина, Россия, Польша». 1927 г., «Тульщина. Село Орловка. Вышивки гладью», «Образцы народного искусства на Подолье», «Гутное стекло Подолье», 1931.

Иллюстрировал и оформлял книги других авторов

## Память
- В 1993 году в честь В. Гагенмейстера в г. Каменец-Подольский названа улица.